# Charlotte Vahldiek
Charlotte Vahldiek, geb. Ross (* 11. Dezember 1826 in Luisenberg bei Kellinghusen; † 25. Juli 1902 in Eutin) war eine deutsche Malerin.

## Leben
Charlotte Vahldiek war eine Tochter des schottischen Einwanderers Edward Ross, Gütermakler und Besitzer des Gutes Luisenberg bei Kellinghusen, das er 1822 vom Grafen Hans zu Rantzau erworben hatte. In der Familie Ross waren sowohl der Vater als auch seine drei Kinder künstlerisch begabt. Ihre Geschwister waren der Maler Charles Ross (1816–1858) und Bertha Pabst-Ross, die mit dem Kunstmaler Hermann Pabst (1845–1923) verheiratet war.
1878 heiratete sie den zwölf Jahre jüngeren Fotografen und späteren Maler und Obstzüchter Johannes Vahldiek, den sie 1871 über ihren späteren Schwager Hermann Pabst kennengelernt hatte; Johannes Vahldiek und Hermann Pabst hatten gemeinsam im Deutsch-Französischen Krieg von 1870 bis 1871 gedient. Ihr Vermögen ermöglichte ihm das Kunststudium. Die Ehe blieb kinderlos.

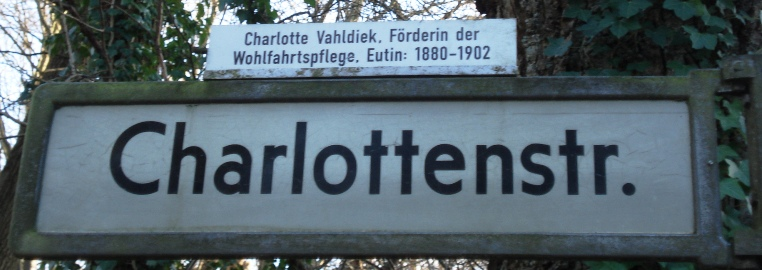
Straßenschild „Charlottenstraße“ in Eutin

Um 1880 erwarb das Ehepaar Vahldiek ein stattliches Haus in der Carl-Maria-von-Weberstr. 14 in Eutin. Ihr Ehemann verkaufte es jedoch bereits 1883 wieder und es wurde an der Lübecker Landstraße ein Neubau errichtet. In diesem Haus veranstalteten sie wiederholt Ausstellungen, unter anderem mit Werken des Bildhauers Paul Peterich, der das Denkmal für den Komponisten Carl Maria von Weber in Eutin entworfen hatte. Ihre Kunstsammlung wurde nach ihrem Tod versteigert.
Ihr Grab befindet sich auf dem Friedhof in Eutin.

### Künstlerischer Werdegang
Charlotte Vahldiek erhielt gemeinsam mit ihrer Schwester Bertha einen privaten Mal- und Zeichenunterricht und betätigte sich später als Maldilettantin. Ihre sehr sorgfältig ausgeführten Landschaftsaquarelle sowie Architekturbilder sind in Eutin und Umgebung entstanden.

### Soziales Wirken
Die unglücklich verheiratete, kinderlose Charlotte Vahldiek gab Geld für Kinder und verarmte Bürger und kaufte das ganze Jahr über Geschenke, die sie zu Weihnachten von ihrer übervollen Kutsche aus verteilte. Sie spendete auch großzügig für das Hospital und die Freiwillige Feuerwehr.

## Ehrungen und Auszeichnungen
Eutin benannte die Lübecker Landstraße, an der sich das Haus des Ehepaares Vahldiek befand, nach Charlotte Vahldiek in Charlottenstraße um.

## Werke (Auswahl)
Die Zeichnungen von Charlotte Vahldiek befinden sich im Ostholstein-Museum in Eutin, dessen Gründer der Pastor Heinrich Aye war, und der ihr 1895 seine Veröffentlichung Allerhand Sang und Klang widmete.